# Picota (provincie)
Picota is een provincie in de regio San Martín in Peru. De provincie heeft een oppervlakte van 2.171 km² en telt 44.533 inwoners (2015). De hoofdplaats van de provincie is het district Picota.

## Bestuurlijke indeling
De provincie Picota is verdeeld in tien districten, UBIGEO tussen haakjes:
- (220702) Buenos Aires
- (220703) Caspisapa
- (220701) Picota, hoofdplaats van de provincie
- (220704) Pilluana
- (220705) Pucacaca
- (220706) San Cristóbal
- (220707) San Hilarión
- (220708) Shamboyacu
- (220709) Tingo de Ponasa
- (220710) Tres Unidos

Bellavista · El Dorado · Huallaga · Lamas · Mariscal Cáceres · Moyobamba · Picota · Rioja · San Martín · Tocache